# Ranunculus yanshanensis
Ranunculus yanshanensis W.T. Wang – gatunek rośliny z rodziny jaskrowatych (Ranunculaceae Juss.). Występuje endemicznie w Chinach, w południowo-wschodniej części Junnanu. 

## Morfologia
PokrójBylina rozłogowa o lekko owłosionych pędach. Dorasta do 20 cm wysokości.
LiścieSą pojedyncze. W zarysie mają owalny kształt, złożone z segmentów romboidalnych i trójdzielnych. Mierzą 2,5–4,5 cm długości oraz 4–5 cm szerokości. Nasada liścia jest sercowata. Ogonek liściowy jest lekko owłosiony i ma 3,5–7 cm długości.
KwiatySą pojedyncze lub zebrane w parach w wierzchotkach jednoramiennych. Rozwijają się na szczytach pędów. Mają żółtą barwę. Osiągają 7 mm średnicy. Mają 5 eliptycznych działek kielicha, które dorastają do 4 mm długości. Mają 5 podłużnych płatków o długości 4 mm.
OwoceNagie niełupki o długości 1 mm.

## Biologia i ekologia
Rośnie na brzegach rzek. Występuje na wysokości około 1200 m n.p.m. Kwitnie w październiku. 